# Zangles

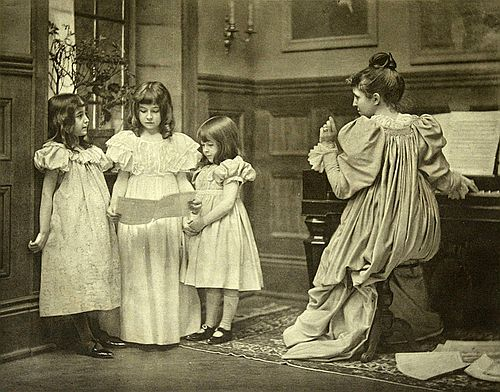
The false tone (Rudolf Eickemeyer, 1898)

Zangles is een les waarbij geleerd wordt te zingen. Hiertoe wordt er uitgelegd wat zingen inhoudt aan de hand van een uitleg over en training van de verschillende lichaamsfuncties die betrokken zijn bij de stemgeving en het gebruik van een juiste ademsteuntechniek.
In een belcanto-les (en vaak ook bij Estill Voice Training) is het gebruikelijk te beginnen met uitgebreide voorbereidende ademhalingsoefeningen en vocalises (met piano begeleid zingen van toonladder-georiënteerde oefeningen) voordat er gewerkt wordt aan het leren zingen van repertoire. Er zijn ook modernere methoden, zoals de Complete Vocal Technique, die vanuit een context-georiënteerd leermodel het aanleren van een juiste techniek juist integreren in het instuderen en interpreteren van repertoire.